# فرقة الحرس السلطاني العماني
فرقة الحرس السلطاني العماني هي الفرقة الموسيقية الرسمية للحرس السلطاني العماني والفرقة العسكرية الكبرى التابعة لقوات السلطان المسلحة . وهي مخصصة لأداء مراسم التكريم والموسيقى لسلطان عمان ، و آل سعيد ، والمسؤولين الحكوميين.

## الأنشطة
تعتبر المناسبات الرسمية التالية أنشطة أساسية لفرقة الحرس السلطاني العماني:
- التواجد في الإستعراضات العسكرية والمناسبات الوطنية.
- الترحيب برؤساء الدول الأجنبية خلال الزيارات الرسمية إلى مسقط.
- دعم الأنشطة الاحتفالية للحرس السلطاني العماني والسلطان
- أداء التدريبات الإستعراضية

كثيرا ما تقدم الفرقة عروضها داخل و خارج السلطنة. تؤدي الفرقة محليًا عرضا عسكريًا سنويًا في دار الأوبرا السلطانية بمسقط ، و على الصعيد الدولي قدم أعضاء الفرقة عروضاً في مصر والمملكة المتحدة وفرنسا والإمارات وروسيا. لقد قدمت الفرقة الخيالة ذات مرة أداءً للملكة إليزابيث الثانية في قصر وندسور في لندن. كما أتيحت الفرصة للفرقة الفولاذية بالحرس السلطاني العماني للمشاركة في مهرجان الفرق الفولاذية في أستراليا ، بينما تنافست فرقة القرب و الطبول في ثلاث مسابقات دولية للعزف على القرب و الطبول في اسكتلندا .

## الهيكل التنظيمي
- سرية القيادة العامة
- فرقة المشاة المركزية
- فرقة الخيالة السلطانية
- فرقة القرب والطبول
- فرقة الجاز
- الفرقة الفولاذية
- الأوركسترا السمفونية

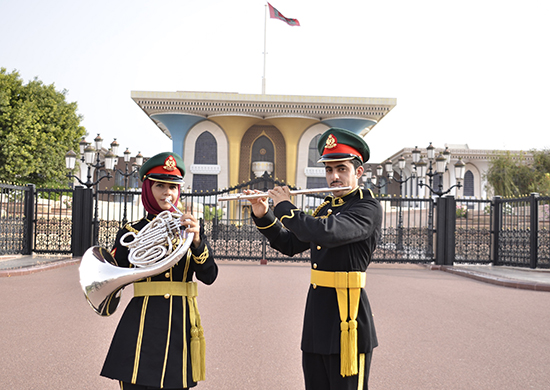
عضوان في فرقة الحرس السلطاني العماني

- مدرسة الموسيقىقالب:فرقة الحرس السلطاني العماني

### سرية القيادة العامة
سرية القيادة العامة هي فرقة الدعم الرئيسية التي تقدم المساعدة اللوجستية والتعليمية والإدارية للفرقة.

### فرقة المشاة
فرقة المشاة هي الوحدة الرئيسية في فرقة الحرس السلطاني العماني و تعزف في الإحتفالات و استعراضات. الفرقة مقسمة إلى قسمين.

### فرقة الخيالة السلطانية
إن فرقة الخيالة السلطانية هي الفرقة الوحيدة في العالم التي تركب على الجمال. الخيول التي يتم استعمالها هي في الأساس مزيج من الخيول العربية و خيول كلايدزديل و خيول شاير . و تتكون الفرقة التي تتخذ من إسطبلات الصافنات في قصر العلم مقرا لها مما لا يقل عن 100 حصان و فارس. شهدت الفرقة عددًا كبيرًا من النساء في صفوفها منذ عام 2001، حيث شكلت النساء 25 ٪ من الخيالة في الفرقة اعتبارًا من عام 2018.
أثناء العرض يتقدم عازفي القرب بينما تتبعهم عربة كبيرة تجرها ستة أحصنة تحمل قارعي الطبول. طلب السلطان قابوس بن سعيد في عام 2008 من إحدى الشركات تصميم بعض المزامير الخاصة للفرقة. نتيجة لترك القرب ثغرات في أسنان عازفيها.

### مدرسة الموسيقى
مدرسة الحرس السلطاني العماني للموسيقى مسؤولة عن تدريب موسيقيي الحرس في جميع المجالات، بما في ذلك المسيرات وأداء موسيقى المسيرات.

## الموسيقى الاحتفالية
| عنوان                | حدث                       |
| -------------------- | ------------------------- |
| جنود الجو            | تعزف في المسيرات العسكرية |
| تحية للواء سلاح الجو | التكريم الاحتفالي         |
| يا بلاد العز         | تعزف في المسيرات العسكرية |
| الغروب               | تعزف أثناء مراسم الإنصراف |

## أنظر أيضا
- قوات السلطان المسلحة
- الحرس السلطاني العماني